# Rhode Bath-Schéba Makoumbou
Rhode Bath-Schéba Makoumbou, née le 29 août 1976 à Brazzaville en République du Congo, est une artiste peintre congolaise.

## Biographie
Depuis sa tendre enfance, Rhode Makoumbou a été initiée à la peinture par son père, le peintre David Makoumbou, décédé le 12 juin 2014 à Brazzaville. Elle s’est engagée réellement dans l’art à partir de 1989. 

## Carrière professionnelle
Dans sa peinture, l'artiste met principalement en valeur toutes les activités sociales de la femme africaine. À partir de l’art statuaire traditionnel, la variété de ses toiles s’illustre dans un style nettement africain, bien qu'également influencé par les courants de l’art réaliste, expressionniste et cubiste.
Depuis 2002, elle a créé de nombreuses sculptures en matière composée (sciure et colle à bois sur une structure métallique) représentant les métiers des villages qui tendent à disparaître. Certaines font plus de trois mètres de haut.
Elle a déjà participé à de nombreuses expositions au Congo Brazzaville, Gabon, France, Belgique, Niger, Cameroun, États-Unis, Côte d'Ivoire, Tanzanie, Allemagne, Sénégal, Maroc, Espagne, Suède, Luxembourg, Pays-Bas, Suisse, Canada et Qatar.

## Récompenses et distinctions
En 2011, elle participe aux galas Bakento à Paris. En novembre 2012, elle est lauréate du trophée Edmonia lors du premier gala « Reines et héroïnes d’Afrique » organisé à Bruxelles.
En décembre 2012, le Grand Prix des Arts et des Lettres du Président de la République du Congo lui a été attribué.
En juillet 2013, Rhode Makoumbou est élevée dans l’ordre du Dévouement congolais au grade d’officier par le Président de la République Denis Sassou-Nguesso.